# Ribeirão Vermelho
Ribeirão Vermelho és un municipi brasiler de l'estat de Minas Gerais, situat a la Mesoregió de Campo das Vertentes i a la Microregió de Lavras.

## Història
És un dels municipis més petits de l'estat, amb només 39 km² de territori. La seu té una bona estructura urbana, la regió és muntanyosa i Rio Grande és la seva principal conca hidrogràfica. El creixement, tant poblacional com econòmic, està relacionat amb la implantació del ferrocarril a la regió, ja que el ferrocarril Oeste de Minas hi va construir ponts, va facilitar i augmentar el comerç i va proporcionar oportunitats d'ocupació. La sorra és el seu principal producte mineral i l'agricultura es basa en el cafè i el blat de moro. El Centre Literari dona suport a iniciatives culturals. El poble va néixer el 1886, a la riba oposada a la desembocadura de la Ribeira Vermell amb el Rio Grande, a les terres d'Ana Custòdia do Nascimento. Allà va aterrar l'empresari Antônio Lúcio, que va ajudar a inaugurar la ciutat amb el nom de Porto Alegre. El 1888, amb la construcció de l'estació de ferrocarril Ribeirão Vermelho, la ciutat es va donar a conèixer pel seu nom actual. El 1901 es va crear el districte, elevat a la categoria de municipi el 1948, desmembrat de Lavras. Font: Secretaria de Cultura l'1 d'octubre de 1999

## Turisme
El municipi té una col·lecció ferroviària molt gran que està en fase de restauració, potser una de les més grans del país. Es troba al costat de l'estació de Ribeirão Vermelho, que és la rotonda més gran d'Amèrica Llatina.